# 광선

입사광선(incident ray)과 반사된 광선(reflected ray)

광선(光線, ray)은 실제 빛의 파면에 수직인 선을 선택함으로써 얻을 수 있는 빛의 이상적인 모델로서, 에너지 흐름의 방향을 가리킨다. 광선은 광학계를 통한 빛의 전달을 모델링하는데 사용된다. 빛줄기라고도 한다.